# Барков Петро Вікторович
Петро́ Ві́кторович Барков — прапорщик, Державна прикордонна служба України.

## З життєпису
Народився в Сибіру, з часом родина переїхала до Новомиколаївки. Після служби в армії підписав контракт та розпочав роботу у прикордонних військах, служив у різних місцях України.
В часі війни на пункті пропуску був у складі групи, котра кілька разів тримала бій із терористами під Маріуполем.
Станом на лютий 2017 року — старший технік — начальник групи забезпечення; Бердянський прикордонний загін.

## Нагороди
8 вересня 2014 року — за особисту мужність і героїзм, виявлені у захисті державного суверенітету та територіальної цілісності України, вірність військовій присязі під час російсько-української війни, відзначений — нагороджений орденом «За мужність» III ступеня. Нагороду отримав у Маріуполі з рук Президента України.